# James Duckworth
James Duckworth (ur. 21 stycznia 1992 w Sydney) – australijski tenisista.

## Kariera tenisowa

### Sezon 2011
Sezon 2011 Duckworth rozpoczął od uczestnictwa w turnieju Brisbane International i w kwalifikacjach do Australian Open dzięki dzikim kartom. Później startował w licznych turniejach rangi Futures. Wygrał cztery z nich – w polskim Krakowie oraz Bytomiu, a także we włoskim Sassuolo i Este Padova. Sezon zakończył na miejscu 275. w rankingu ATP.

### Sezon 2012
W sezonie 2012 Duckworth zagrał w turniejach z cyklu ATP World Tour w Sydney i Brisbane. Po drugim z nich awansował na 250. pozycję w rankingu.
W Australian Open awansował do drugiej rundy, na której zakończył swój udział w turnieju, po przegranym meczu z Serbem Janko Tipsareviciem 6:3, 2:6, 6:7(5), 4:6. Brał udział w kwalifikacjach do innych wielkoszlemowych turniejów.

### Sezon 2013
Sezon 2013 rozpoczął od udziału w zawodach w Sydney. Następnie uczestniczył w Australian Open, zarówno w grze pojedynczej, jak i podwójnej.
Występy w tym turnieju zakończył na drugiej rundzie w singlu oraz pierwszej w deblu. Na French Open i Wimbledonie przeszedł kwalifikacje gry pojedynczej, by udział w turnieju głównym zakończyć po pierwszym meczu.
W turniejach ATP World Tour w Bogocie i Waszyngtonie awansował do drugiej rundy. Na US Open odpadł po pierwszym meczu.

### Sezon 2014
Sezon 2014 rozpoczął od pierwszej rundy zawodów w Brisbane. W Sydney osiągnął ćwierćfinał gry podwójnej. Na Australian Open nie wygrał żadnego meczu.
Na kortach French Open i Wimbledonu przebrnął przez kwalifikacje, ale przegrywał w pierwszym spotkaniu turnieju głównego.
W Londynie (Queen’s Club) Australijczyk osiągnął drugą rundę. W pierwszym meczu przegrywał w Waszyngtonie i Shenzhen. Dotarł do drugiej rundy w kwalifikacjach do US Open.

### Sezon 2015
Na początku sezonu 2015 Duckworth osiągnął ćwierćfinał w Brisbane, gdzie pokonał m.in. Gilles’a Simona. W meczu o półfinał przegrał z Rogerem Federerem 0:6, 1:6. Zarówno w Brisbane, jak również w Sydney i Australian Open zanotował pierwszą rundę gry podwójnej. W Melbourne reprezentant gospodarzy awansował także do drugiej rundy singla, w której uległ 2:6, 3:6, 5:7 Richardowi Gasquetowi.

### Sezon 2016
Australijczyk w styczniu osiągnął finał zawodów deblowych w Brisbane w parze z Chrisem Guccionem, jednakże ulegli w dwóch setach duetowi Henri Kontinen–John Peers.

### Finały w turniejach ATP Tour
| Legenda                                      |
| -------------------------------------------- |
| Wielki Szlem                                 |
| Igrzyska olimpijskie                         |
| Tennis Masters Cup / ATP Finals              |
| ATP Masters Series / ATP Tour Masters 1000   |
| ATP International Series Gold / ATP Tour 500 |
| ATP International Series / ATP Tour 250      |

#### Gra pojedyncza (0–1)
| Końcowy wynik | Nr | Data             | Turniej    | Nawierzchnia  | Przeciwnik    | Wynik finału |
| ------------- | -- | ---------------- | ---------- | ------------- | ------------- | ------------ |
| Finalista     | 1. | 26 września 2021 | Nur-Sułtan | Twarda (hala) | Kwon Soon-woo | 6:7(6), 3:6  |

#### Gra podwójna (0–1)
| Końcowy wynik | Nr | Data             | Turniej  | Nawierzchnia | Partner        | Przeciwnicy               | Wynik finału |
| ------------- | -- | ---------------- | -------- | ------------ | -------------- | ------------------------- | ------------ |
| Finalista     | 1. | 10 stycznia 2016 | Brisbane | Twarda       | Chris Guccione | Henri Kontinen John Peers | 6:7(4), 1:6  |